# Министерство дорог и городского развития Ирана
Министерство дорог и городского развития Исламской Республики Иран (перс. وزارت راه و شهرسازی جمهوری اسلامی ایران‎) — государственный орган исполнительной власти Исламской Республики Иран, осуществляющий функции по выработке и реализации государственной политики и нормативно-правовому регулированию в сфере дорог, транспорта, жилищного строительства и городского развития.

## История
Министерство дорог и городского развития Ирана образовано 21 июня 2011 года путём слияния Министерства дорог и транспорта и Министерства жилищного строительства и городского развития.
Министерство дорог и транспорта Ирана вело свою историю от Министерства общественных работ, созданного в 1877 году указом Насер ад-Дин Шаха, в ведении которого находилось строительство и техническое обслуживание дорог и мостов. 
В 1922 году в составе Министерства общественных работ было создано Главное управление дорог и магистралей, которое в 1929 году было преобразовано в соответствующее Министерство. 
В 1936 году Министерство дорог и магистралей постановлением парламента было переименовано в Министерство дорог. 
6 июля 1974 года дорожное ведомство было преобразовано в Министерство дорог и транспорта.
21 июня 2011 года Министерство дорог и транспорта было объединено с Министерством жилищного строительства и городского развития.

## Руководство
Министерство дорог и городского развития возглавляет министр дорог и городского развития, назначаемый на должность Меджлисом по представлению Президента Ирана.
Текущий министр — Мехрдад Базрпаш (с 7 декабря 2022).

## Функции министерства
Основные функции — выработка государственной политики, осуществление нормативного правового регулирования в сферах дорожного хозяйства,  автомобильного, железнодорожного, морского (включая морские порты), внутреннего водного, железнодорожного, городского электрического (включая метрополитен) и промышленного транспорта, гражданской авиации, использования воздушного пространства и аэронавигационного обслуживания пользователей воздушного пространства Ирана; управления программами жилищного строительства и развития городского хозяйства.

## Структура министерства
В структуру Министерства входят:
- Департамент транспортного планирования и экономики
- Департамент градостроительства и архитектуры
- Департамент жилищного и гражданского строительства
- Департамент строительства сельских дорог и технического обслуживания
- Департамент по правовым делам и парламентским связям
- Департамент управления и развития персонала

## Подведомственные учреждения
1. Государственная авиакомпания ИРИ «Iran Air»
2. Государственная метеорологическая организация ИРИ
3. Железные дороги ИРИ
4. Жилищный фонд Исламской революции
5. Научно-исследовательский центр городского развития, дорожного и жилищного строительства
6. Национальная холдинговая компания аэропортов ИРИ
7. Национальная холдинговая градостроительная компания
8. Организация гражданской авиации ИРИ
9. Организация по землепользованию и жилищно-коммунальному хозяйству
10. Организация по техническому обслуживанию дорог и транспорта
11. Организация портов и судоходства ИРИ
12. ГК «Техническая лаборатория механики грунтов»[3]

## Министры
- Али Никзад[англ.] (27 июня 2011 — 15 августа 2013)
- Аббас Ахмад Ахунди[англ.] (15 августа 2013 — 20 октября 2018)
- Мохаммад Эслами[англ.] (27 октября 2018 — 25 августа 2021)
- Ростам Гасеми  (25 августа 2021 — 22 ноября 2022)[4]
- Мехрдад Базрпаш[англ.] (с 7 декабря 2022)